# Halmi-Horváth István
Halmi-Horváth István (Mosonmagyaróvár, 1973 –)  magyar festőművész, művésztanár.

## Életútja
Az általános iskolát Hegyeshalomban végezte, majd a mosonmagyaróvári Hunyadi Mátyás Szakmunkásképző Iskolában tanulta ki a szobafestő szakmát 1990-ben. Ezután a Karolina Kórház műszaki osztályán dolgozott karbantartóként, mellette elvégezte a Kossuth Lajos Gimnáziumot. 1997-ben felvették a Magyar Képzőművészeti Egyetem festőművész szakára, 2002-ben diplomázott Szabados Árpád és Kis Péter osztályán.
1997 óta Budapesten él és alkot. Elvégezte a Magyar Képzőművészeti Egyetem képzőművész-tanár képzését, jelenleg a Jelky András Művészeti Szakgimnázium tanára. Rendszeres részvevője a Bükki művésztelepnek. Munkáit a VILTIN Galéria képviseli.

## Művészete
„Színstruktúrái közepén jelenik meg a fehér (vagy üres), világító »sáv«, melynek sugárzása a formának önmagán túlmutató, metafizikai hatást kölcsönöz." – Keserü Katalin
Festészetében az additív struktúrák tárgyszerűsége találkozik egyedi nyelvezetű színkompozíciók optikai hatásával. Korábbi munkáiban a konkrét festészet mértani elemeit ütköztette a geometrikus absztrakció optikai jelenségekkel foglalkozó ágának játékosságával. Célja a különböző valóságszintek találkozásának feszített, harmonikus megjelenítése volt. A gazdag színélményt adó munkákban a festő fontos szerepet ad a fehér egyensúlyi szerepének is. Motívumai eltérő formában, színben, tónusokban találkoznak egymással, így egy képen belül gazdag lehetőségeket teremtenek számára a különböző struktúrák kialakítására, amelyeknek előképeit megtalálhatjuk közvetlen természeti környezetünkben is.

## Sorozatok
„Magamat azok közé az alkotók közé sorolom, akik sorozatokban gondolkodnak." – Halmi-Horváth István

### Átjáró (2008–2014)
A pont, a vonal és a sík által létrehozható képi struktúrákkal és a felsorolt elemek ellentmondásaival foglalkozik. A konkrét festészet eszközei elsősorban a sík megjelenítésére szorítkoznak, vagy tárgyszerű formát öltenek. Az átjáró címet viselő sorozatban ezek az eszközök az egymás mellé rendelt vonalak, csíkok eltérő tónusaival, színeivel optikai teret hoznak létre, és erős feszültséget keltenek a monokróm háttér tárgyszerűségével. A képtest háromdimenziós formát ölt a vászon oldalainak megfestésével, amelyet átszel a csíkozott rész, amely szintén átfordul a képtesten, mintegy önmaga illúzióját leleplezve. A tárgyszerű és a hagyományos, illuzionista képi gondolkodás szándékolt ütköztetése látható. A csíkok szín- és tónusváltása a fény illúzióját hozza létre, amely teljes ellentéte az anyaginak és egyfajta virtuális teret nyit meg.

### Hajtogatott (2008–2014)
A transzparencia lehetséges festészeti megjelenítésével foglalkozik. A befoglaló formáról (amely lehet négyzet vagy téglalap) pauszpapír modellek készültek, amelyek különböző variációkban sokszögekké lettek papírhajtogatással alakítva. Minden egyes hajtással egy-egy újabb réteg került egymásra, ezáltal az áttetsző pauszon különböző tónusú mezők jöttek létre. Az elkészült makettek szerkezete és tónusviszonyai pontosan jelennek meg az ábrázolásokon. A sokszögek lebegő, könnyed transzparenciája a fotogrammok világát idézi – a tárgyhoz fotogramtanulmányok is készültek –, és arra sarkallják a nézőt, hogy képzeletben „kihajtogassa” őket, megkapva az eredeti hordozó formáját (többnyire a szabályos négyzetet). A képeken kikevert, fedő színek láthatók, az áttetszőnek tűnő érzet a visszafogott tónus és színhasználat eredménye (lazúr technika nélkül).

### Színstruktúra (2012–2015)
Az egymás mellé rendelt vonalak, csíkok és az általuk létrehozható képi ritmus, zenei asszociációk és optikai színkeverés keltette tér feszültségére épülő képsorozat. A képtest különböző arányokban egy vízszintes vonallal metsződik. Az Átjáró című sorozathoz hasonlóan az egyik térfél monokróm, a másik pedig függőleges színcsíkokra tagolt. A csíkos rész a tónusváltás és színek miatt erőteljes optikai hatással bír, az őt metsző egyenest optikailag eltorzítja, egyfajta tér-görbületet (relativitáselmélet…) hozva létre. A sorozat egyes darabjain a monokróm rész további tagoló elemekkel bővül – erős építészeti párhuzamokkal.

### Mozaik (2014–2018)
Színes, szabad, játékos, organikus formaszerveződés jellemzi a sorozatot. Az alkotóelemei különböző sokszögű síkidomok, amelyet a rajelmélet, a kristályok, növények növekedési struktúrái inspiráltak (a természeti erők és az általuk létrehozott különböző mintázatok). Központi témaként újra megjelenik a transzparencia, amely témában és formailag a Hajtogatott sorozatban is előkerült.

### Permutációk (2019–2020)
Egyfajta fúziója a Színstruktúra és Hajtogatott sorozatnak (transzparens képi elemeket is megjelenít). A szigorú szerkezet minden képen azonos (szalagszerű formája a DNS-re emlékezet). 5 db vízszintes, és az őket összekötő 4 db átlós sáv alkotja a kompozíciót, amely így 9 db színsávot, az átfedésekkel együtt 17 színmezőt tartalmaz. Ez a zártnak tűnő szakasz azonban végtelen permutációs (kombinációs) lehetőséget jelent és kötetlen színhasználati lehetőséget biztosít a művész számára (a malevicsi „érzet” fontossága).

### Hommage à Albers (2020– )
Josep Albers munkásságára reflektáló képsorozat, amely ötvözi az Átjárók és a Színstruktúrák különböző képi elemeit a transzparens festői minőségekkel (pl. Hajtogatott sorozat). A sorozat képi világa nemcsak Joseph Albers, hanem Carlos Cruz-Diez, Jesús Rafael Soto és Vasarely képi világával is rokonítható, de mindegyiktől egyben el is tér. Természetesen leginkább az op-arthoz kapcsolható képek és valójában meglehetősen eltérnek Albers munkáitól. A képi szerkezet – négyzet a négyzetben, ezért akár lehetne Malevicsnek szánt sorozat is – hasonlósága miatt lett Albersnek címezve, mivel a színtani kísérletei meghatározóbbak Halmi-Horváth számára. A megjelenő fény imitációja szándékos festői  „gesztus”feladat, azonban szándékoltan nyitva hagyja a képek spirituális értelmezését a nézők számára. Egyfajta meditációs tárgyként tekinthetők.

## Válogatott kiállításai
- 2024    Where he stands is a centre of light, VILTIN Galéria, Budapest[9]
- 2023    Mini, Ady25 Galéria, Budapest[10]
- 2022    Közösségi Ház, Hegyeshalom [11]
- 2022    Négy-szög, Dubniczay-palota, Veszprém (Gáspár Györggyel és Kóródi Zsuzsannával)[12]
- 2021    Lumen, VILTIN Galéria, Budapest[13]
- 2020    Permutációk II., Karinthy Szalon, Budapest[8][14][15]
- 2020    Permutációk, Flesch Központ, Mosonmagyaróvár[16]
- 2019    Átlók és párhuzamok, Rómer Flóris Múzeum – Esterházy-palota, Győr[17]
- 2018    Transparent, VILTIN Galéria[18]
- 2017    Papírmunkák, Három Hét Galéria, Budapest[19]
- 2016    Fehéregyensúly, Vass László Gyűjtemény, Veszprém[20][21]
- 2016    Halmi-Horváth István munkáiból, Nyitott Műhely, Budapest[22]
- 2016    Dinamikus struktúrák, Rómer Flóris Múzeum – Esterházy- palota, Győr[23]
- 2014    17 másodperc, Flux Galéria, Budapest[24][25]
- 2013    Felületi Feszültségek, Flux Galéria, Budapest (Konok Tamással és Vilim Katival)
- 2012    Retina, B55 Galéria, Budapest (Haász Katival és Botos Péterrel)[26][27]
- 2010    Varietas delectat, Duna Galéria, Budapest (Gesztelyi Nagy Zsuzsannával)[28]
- 2009    Kibontakozás, B55 Galéria, Budapest[29]
- 2007    Kiállítása, Fészek Művészklub, Budapest[30]
- 2007    Kiállítása, B55 Galéria, Budapest (Kaszás Rékával és Balázs Imre Barnával)[31]
- 2007    Neogeo, Légvédelmi objektum, Hegyeshalom
- 2006    Kiállítása, Flesch Károly Kulturális Központ, Mosonmagyaróvár
- 2006    Varietas delectat, Saint Galéria, Budapest (Gesztelyi Zsuzsával)
- 2006    Tájemlékek – térképzetek, Retorta Galéria, Budapest (Kontra Ágnessel és Schmal Rózával)[32]
- 2006    Kiállítása, Huszár Gál Városi Könyvtár, Mosonmagyaróvár
- 2005    Kiállítása, SEK Budapest International School, Budapest
- 2005    Hortus Conclusus, MAMÜ Pincegaléria, Budapest
- 2000    Tárlata, Munkásművelődési Központ, Dunaújváros (Kaszás Tamással)[33]

Kiállítások jegyzéke az Exindex oldalán

## Gyűjtemény
Munkái megtalálhatók a Magyar Nemzeti Bank által életre hívott művészeti gyűjteményben.

## Néhány kültéri műve
- Nyitott ritmus (2017)
- Struktúra I. (2014)

## Díjai, kitüntetései
- 2024  Moson Megyei Tárlat: a mosonmagyaróvári önkormányzat díja[35]
- 2024  XX. Táblaképfestészeti Biennálé, Szeged: a Kulturális és Innovációs Minisztérium díja[36]
- 2013  Balaton Tárlat: különdíj[37]
- 2012  XIV. Táblaképfestészeti Biennálé, Szeged: különdíj[38]
- 2001  Corpus Sanctum – Corpus Humanum – Corpus Regni: különdíj

## Külső hivatkozások
- Munkák az Artsy honlapján
- Munkák az Saatchi Art honlapján
- Portréja Magyarország Videós Arcképcsarnokában